# Aphodius punctipennis
Aphodius punctipennis är en skalbaggsart som beskrevs av Wilhelm Ferdinand Erichson 1848. Aphodius punctipennis ingår i släktet Aphodius, och familjen bladhorningar. Arten har ej påträffats i Sverige.